# 산티노 마렐라
산티노 마렐라(Santino Marella, 1974년 3월 14일 ~ )는 이탈리아계 캐나다인이자 전직 프로레슬링선수다. 2003년 프로레슬링 입문했다. 본명은 앤서니 팀 카렐리(Anthony Teem Carelli)다. 개그역할의 프로레슬러로 나때는 악역에도 활동하였고 또 한때는 '산티나 마렐라'로 여장하여 '미스 레슬매니아'가 되었고 또 로얄 럼블에서 최단 기록(1.9초)과 준우승을 세우기도 하였다. 프로레슬러 중 상당히 코믹한 기믹을 수행하고 있으며 피니시는 트라이앵글 초크, 코브라 스트라이크가 있지만 대부분 코브라를 사용해왔다. 2014년 전격 은퇴를 선언한다. 2016년 5월 6일자로 3차 목디스크로 인해 더 레슬링을 하다가는 불구로 살아야될 수 있어 은퇴를 했다.

## 신체 사항
- 키 178cm
- 몸무게 103kg

## 연혁
- 1974년 캐나다 출신으로 이탈리아계 캐나다인으로 출생
- 2004년에는 조 바스코로 격투 탐정단 바토라쯔 소속
- 2005년 7월 WWE 기반 OVW에 들어간다. 다음 OVW에서 TV왕좌를 획득하는 등 활약
- 2006년 OVW 입문
- 2007년 관중으로 참석하다가 노 홀즈 바드에서 우마가를 바비 레쉴리의 도움으로 이기면서 인터콘티넨탈 챔피언이 된 동시에 WWE에서 데뷔(물론 관중은 각본이다.)
- 2008년 베스 피닉스와 함께 '글램마렐라'로 활동 홍키 통크 맨의 인터콘티넨탈 챔피언십 최장수 기록에 도전하지만 실패한다.
- 2009년 여장을 하면서 레슬매니아XXV에서 미스레슬매니아로 등극
- 2010년 블라디미르 코즐로프와 팀을 이뤄서 WWE 태그팀 챔피언십 등극
- 2012년 잭 스웨거를 물리치고 유나이티드 스테이츠 챔피언십 등극
- 2015년 에마와 같이 WWE 메인로스터에서 좋은 개그를 보여주었다.
- 2014년 3번째 목부상으로 인해 프로레슬링 라이브 이벤트에서 은퇴 선언하다.
- 2016년 5월 WWE로부터 방출

## 경력
- WWE 인터콘티넨탈 챔피언십 2회
- WWE 태그팀 챔피언십 (구 버전) 1회 (블라디미르 코즐로프)
- WWE 유나이티드 스테이츠 챔피언십 1회
- 미스 레슬매니아 2회 (마지막)